# Kamenný rybník (rezervace)
Přírodní rezervace Kamenný rybník se nachází na západním a částečně i severním břehu Kamenného rybníka na severním okraji Plzně, západně od silnice Plzeň–Třemošná. Po jejím okraji vede trasa Sigmondovy naučné stezky. Chráněné je především ojedinělé vrchovištní rašeliniště, přecházející v rašelinný les. Jsou zde zachovaná typická společenstva rašelinné flóry i fauny, přestože území je dlouhodobě ovlivňováno lidskou činností a čelí zejména silnému tlaku rekreačních aktivit. Chráněná je také Kamenná louka – zbytek přirozené slatinné louky s vzácnými druhy rostlin.
Prostor západního břehu Kamenného rybníka budil zájem botaniků již od druhé poloviny 19. století. V roce 1900 František Maloch požádal město Plzeň o ochranu "pralesa" v tomto místě. Avšak až v roce 1913 tehdejší plzeňský lesník Josef Sigmond území vyloučil z běžného lesního hospodaření a teprve v roce 1930 západní břeh Kamenného rybníka získal status přírodní památky. I přesto se jedná o nejstarší uznanou přírodní památku města Plzně. Původně bylo chráněno území o výměře pouhých 3,78 hektarů. 18. dubna 1953 získal tento prostor status přírodní rezervace a až 28. srpna 1997 byl rozšířen na téměř trojnásobek původní rozlohy.

## Geologie, pedologie
Rezervace leží v mělké ploché sníženině, na podloží kyselých arkóz ze svrchního karbonu. Rašeliniště se vytvořilo v údolní nivě drobných přítoků Kamenného rybníka. Ložisko patrně vzniklo zhruba před 2000 lety, v období subatlantiku a nyní dosahuje mocnosti asi 120 centimetrů. Samotný Kamenný rybník byl založen až po roce 1460. V západní okrajové části rezervace přechází rašelinný půdní typ v chudou půdu s nedostatkem minerálních i organických látek.

## Rostlinstvo
Oblast rezervace je z botanického hlediska velmi bohatá a vyskytují se zde i četné chráněné druhy rostlin. Je tu možno rozlišit společenstva rašelinných borů, bažinných olšin a dále rákosové, sítinové, rašeliništní i ponořené porosty. Druhová rozmanitost se však oproti první polovině 20. století značně snížila (až o 60 %). Důvodem je sukcese dřevin a zarůstání rákosem, což postupně omezuje prostor pro rašeliniště a rašelinná společenstva. Pro udržení dobrého stavu biotopu je proto potřeba pravidelně likvidovat nálety dřevin a omezovat šíření rákosu. Kamennou louku je navíc nutné alespoň jednou ročně kosit.
Lesní porost představuje rašelinný bor. Ze stromů převažuje borovice lesní, dále se vyskytuje dub zimní, bříza pýřitá, bříza bělokorá, smrk ztepilý, jeřáb ptačí, olše lepkavá, vrba jíva, topol osika, jalovec obecný, z keřů krušina olšová, svída krvavá a maliník obecný. Největším a nejmohutnějším stromem rezervace je smrk v severozápadním cípu území, dosahující výšky 34 metrů. Obvod kmene má 270 centimetrů a průměr ve 130 centimetrech výšky 85 centimetrů.
Dnešní les byl zřejmě zčásti uměle vysazen v polovině 19. století po odvodnění části rašeliniště. Zajímavý je přitom původ místního smrku, neboť je pravděpodobné, že se zde vyskytoval i přirozeně, nejen jako důsledek novodobé výsadby. Při svém šíření z vyšších nadmořských výšek totiž mohl v prostoru dnešní přírodní rezervace nalézt vhodné útočiště, protože na rozdíl od mnoha konkurenčních a obecně zdatnějších dřevin snáší i silně podmáčené až zrašelinělé půdy. Šíření smrku přitom patrně napomohlo i ochlazení v tak zvané malé době ledové po roce 1300. Smrk se mohl dále rozrůstat i na pasekách, vznikajících od počátků pravidelné těžby dřeva (zřejmě od 13. – 14. století). Výhodou pro smrk byla i jeho vyšší produkce semen v porovnání s jinými dřevinami. Od 17. století již byly smrkové porosty záměrně vysévány a později i vysazovány lidmi.
Typickými zástupci bylinného patra jsou suchopýr pochvatý, suchopýr úzkolistý, sedmikvítek evropský, ostřice třeslicovitá,sítina rozkladitá , sítina žabí, poháňka ježatá, vlochyně bahenní či rákos obecný, z chráněných druhů pak kosatec sibiřský, hadí mord nízký,klikva bahenní, ostřice plstnatoplodá, rosnatka okrouhlolistá, kapradiník bažinný, plavuňka zaplavovaná, vachta trojlistá, blešník obecný, stozrník lnovitý i keříkovitá vrba plazivá. V literatuře uváděné, ale inventarizací nedoložené druhy jsou prha arnika, hrotnosemenka bílá a mochna bahenní. Mezi zjištěné zástupce vodních druhů patří rdest vzplývavý, hvězdoš jarní a bublinatka přehlížená. Evidováno bylo celkem třináct druhů rašeliníků.

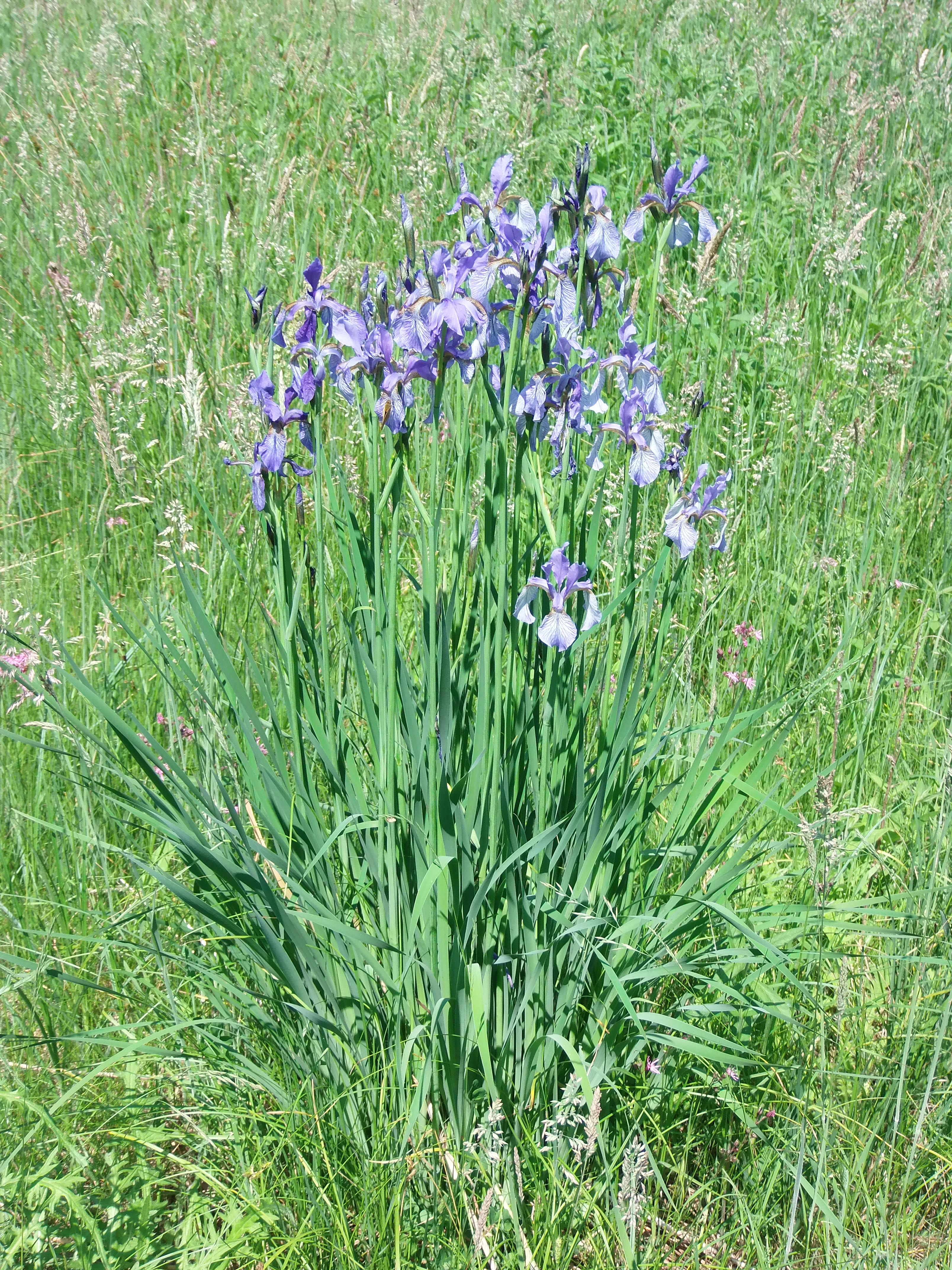
Kamenný rybník – kosatec sibiřský
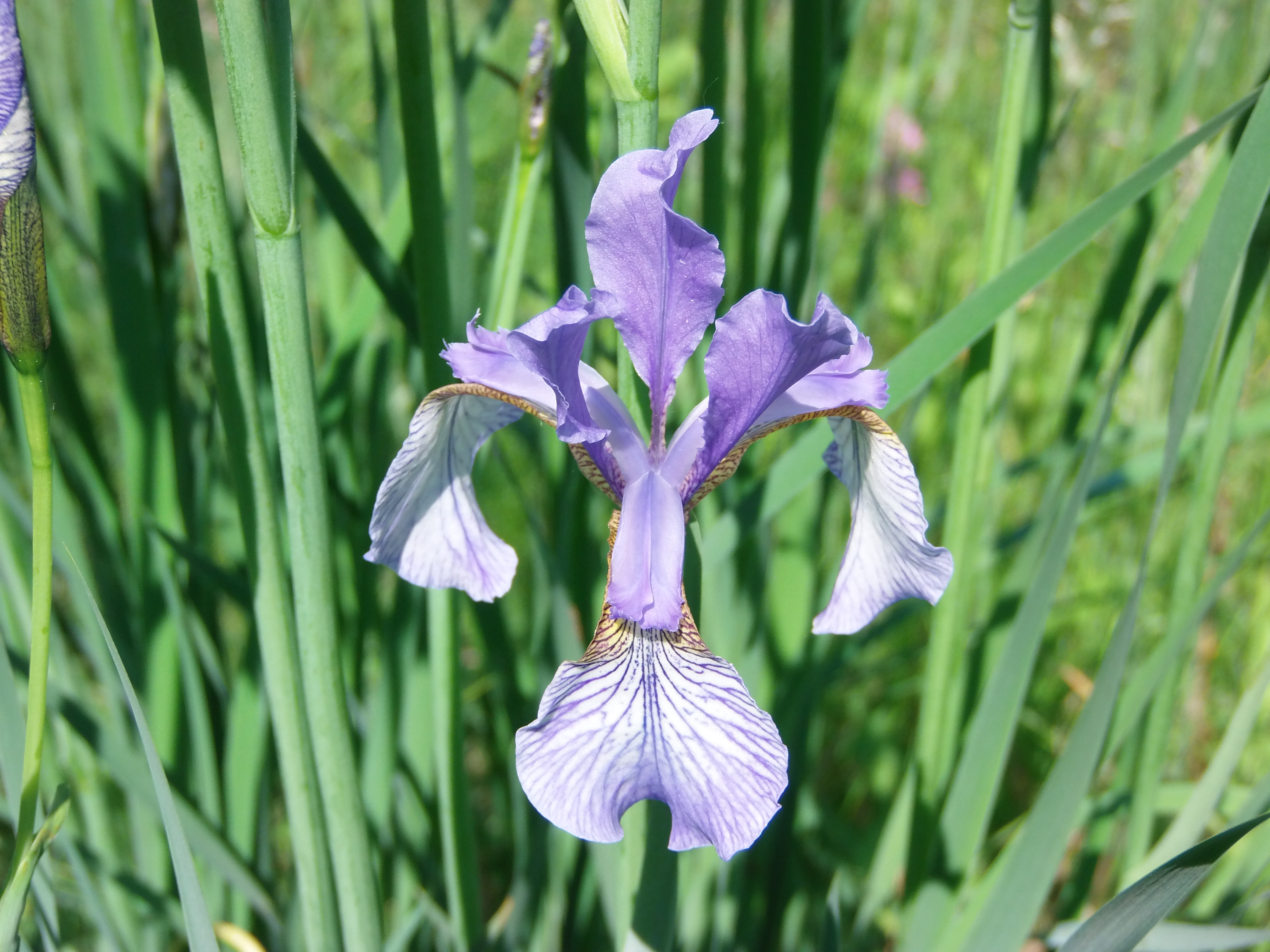
Kamenný rybník – kosatec sibiřský
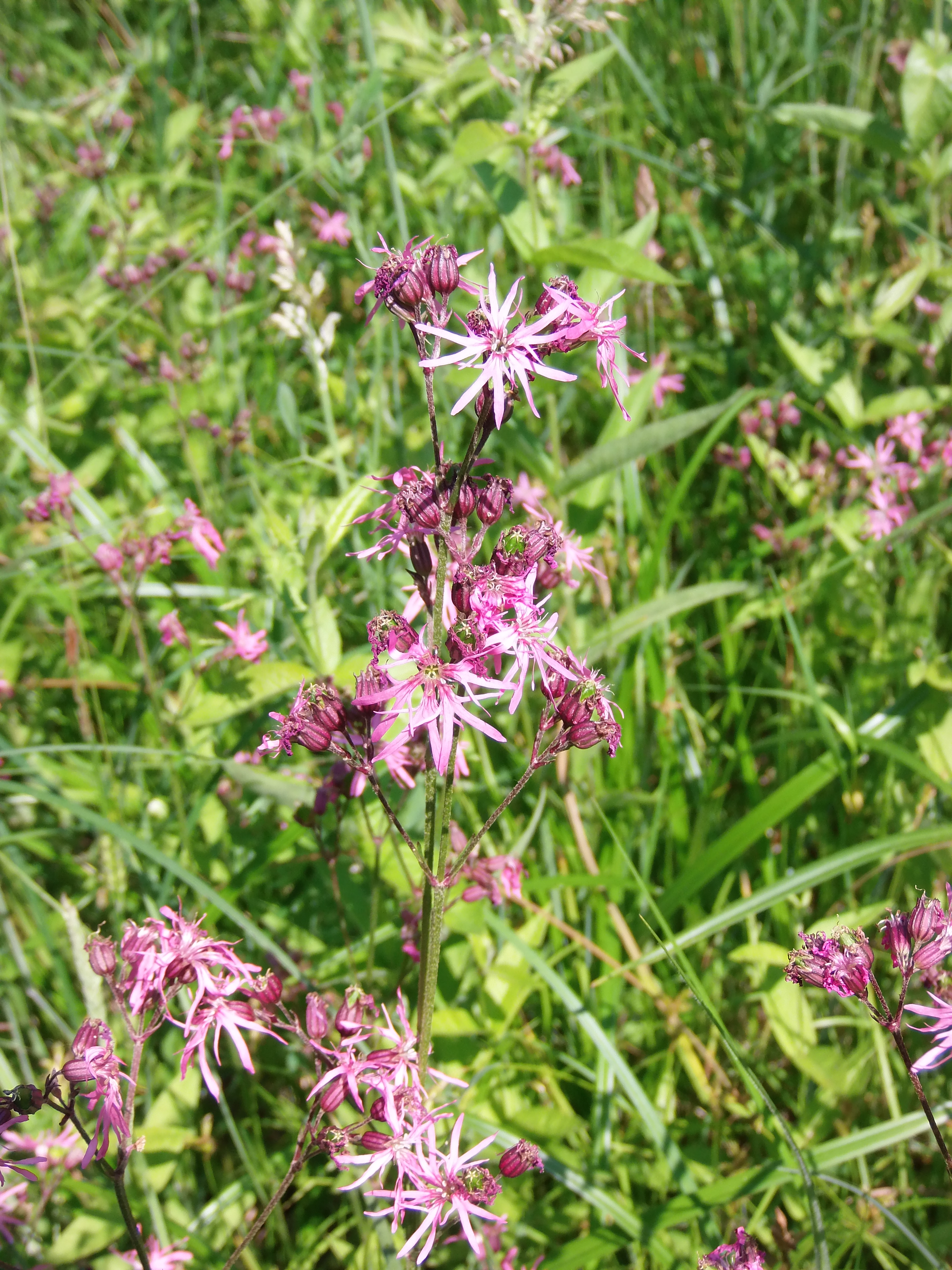
Kamenný rybník – kohoutek luční
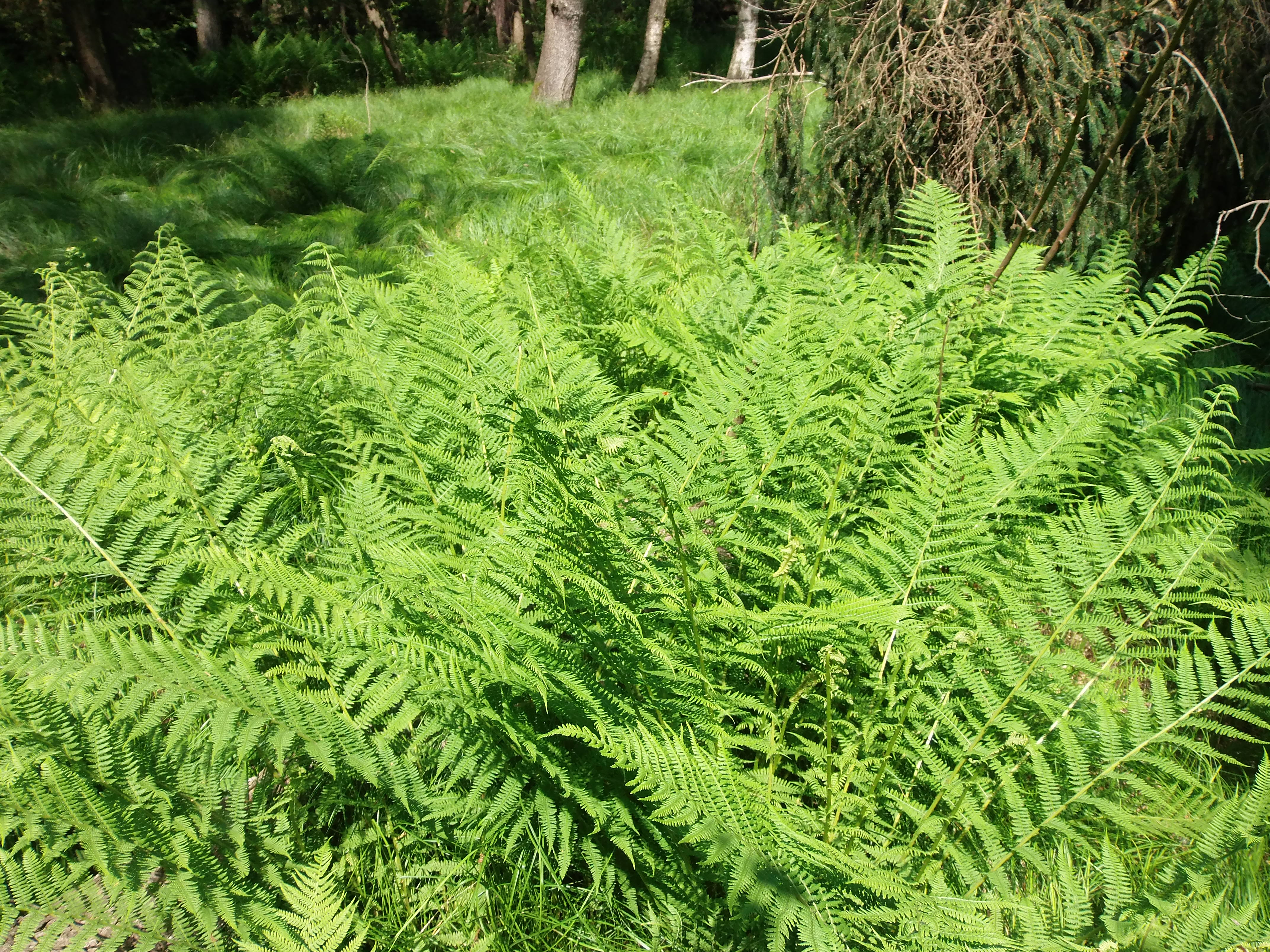
Rostlinstvo v PR Kamenný rybník
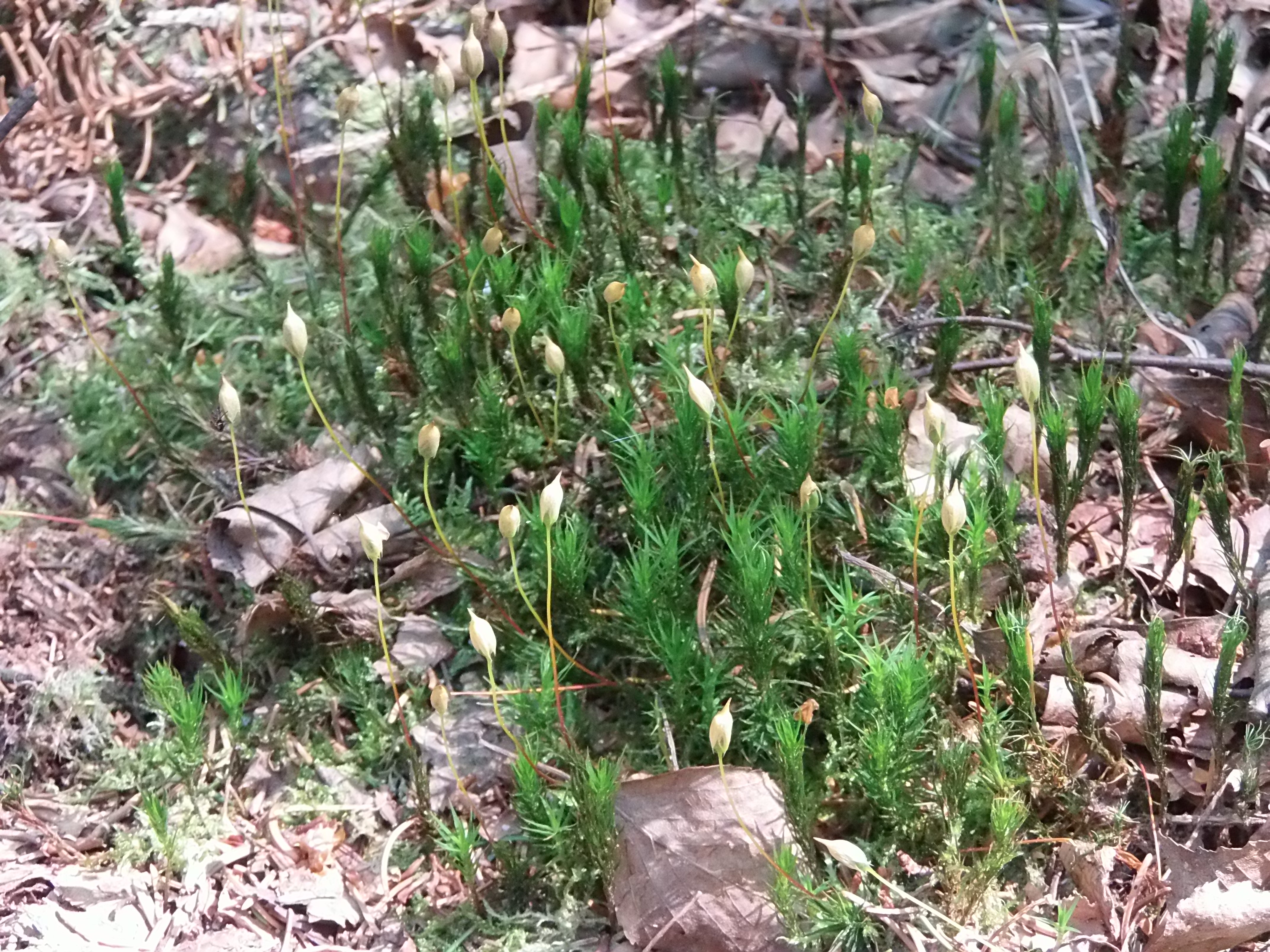
Rostlinstvo v PR Kamenný rybník

## Zvířena
V přírodní rezervaci Kamenný rybník žije velké množství hmyzu, zejména brouci, ploštice a blechy. Jsou zde zastoupeny především druhy, typické pro velmi vlhký, stinný biotop, případně pro stojaté či mírně tekoucí vody a jejich pobřežní zónu. Vyskytují se tu ale též druhy, běžné v sušších jehličnatých a smíšených lesích, v křovinách i ve dřevě. Kromě toho jsou v rezervaci k vidění nejrůznější zástupci běžné lesní fauny.
Pravděpodobně nejvýznamnějším obyvatelem je velmi vzácný střevlík Leistus terminatus. Za pozornost stojí také nález vzácných majkovitých brouků Anthocomus coccineus a Anthocomus rufus. Dále se tu vyskytují například střevlíkovití brouci úzkohrdlec přizpůsobený, Dyschirius globosus, Bembidion a Acupalpus, tesaříkovitý kousavec korový, mandelinkovitý Cryptocephalus parvulus, krascovitý Agrilus subauratus, z lanýžovníkovitých druhy rodů Anisotoma a Catops, slunéčkovité Sospita vigintiguttata a Hippodamia septemmaculata, brouci potápníkovití, plavčíkovití, kovaříkovití, mrchožroutovití, nosatcovití, lesklecovití a další.
Ze vzácnějších druhů ploštic v rezervaci sídlí kněžice malá, rašelinatka drobná, vodoměrka Hydrometra gracilenta či ploštičkovitá Eremocoris plebejus. Z řádu blech je nejtypičtějším zástupcem druh Ctenophthalmus agyrtes, hojně jsou zastoupeny i druhy Palaeopsylla minor a Palaeopsylla soricis.

## Galerie

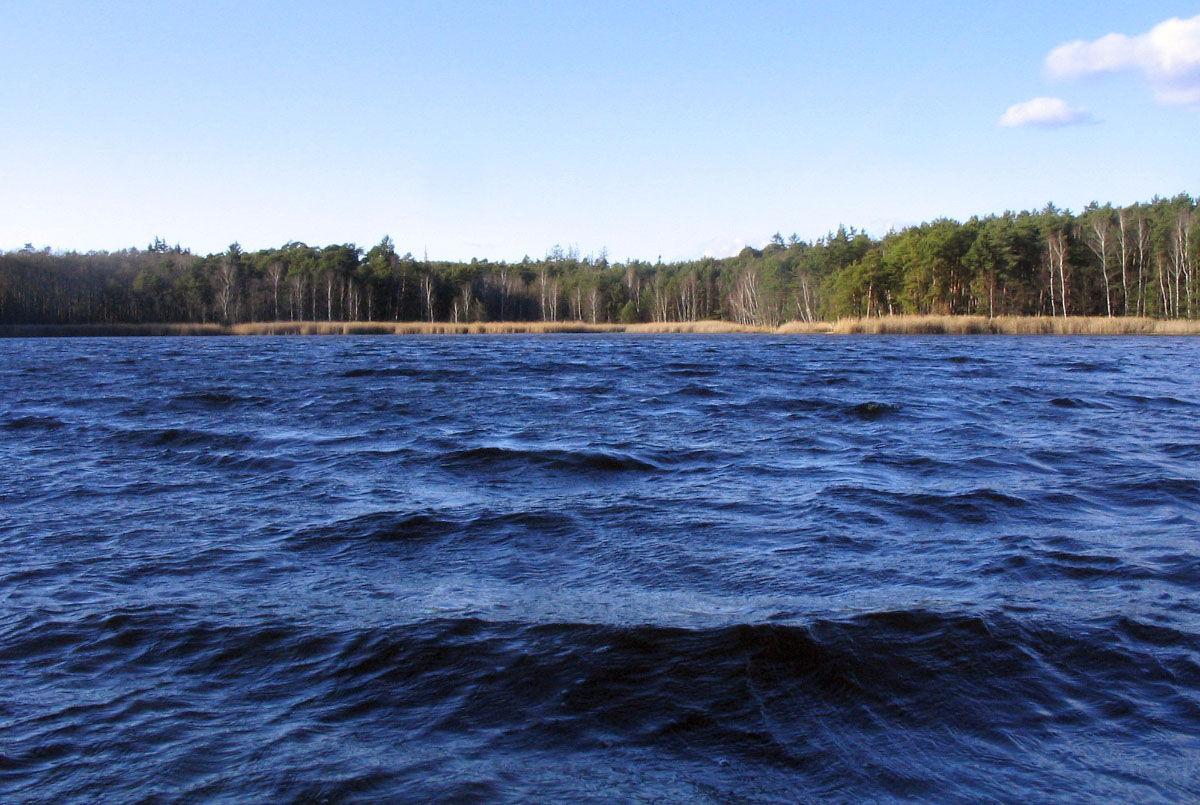
Kamenný rybník – západní břeh s rezervací
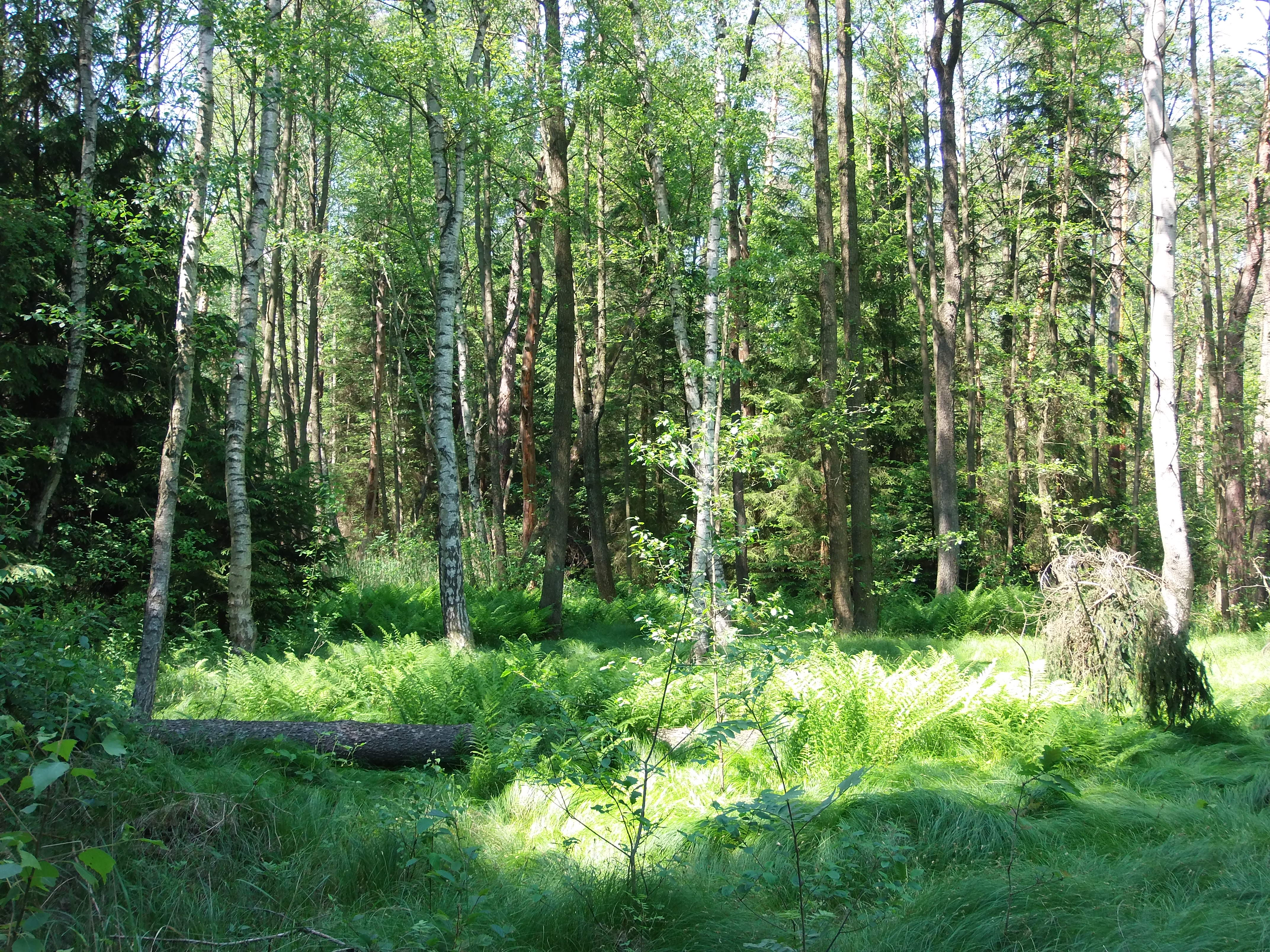
PR Kamenný rybník
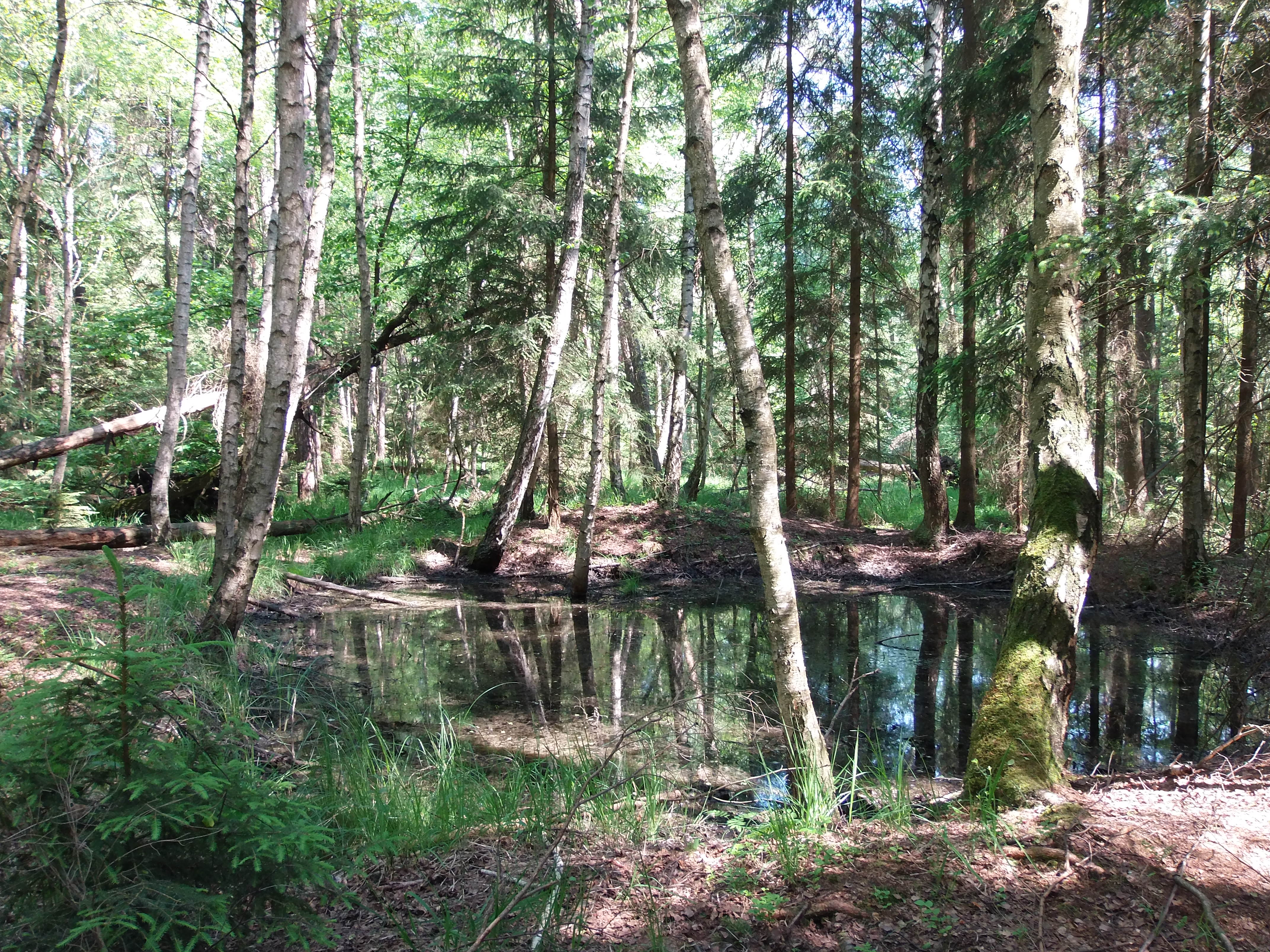
PR Kamenný rybník
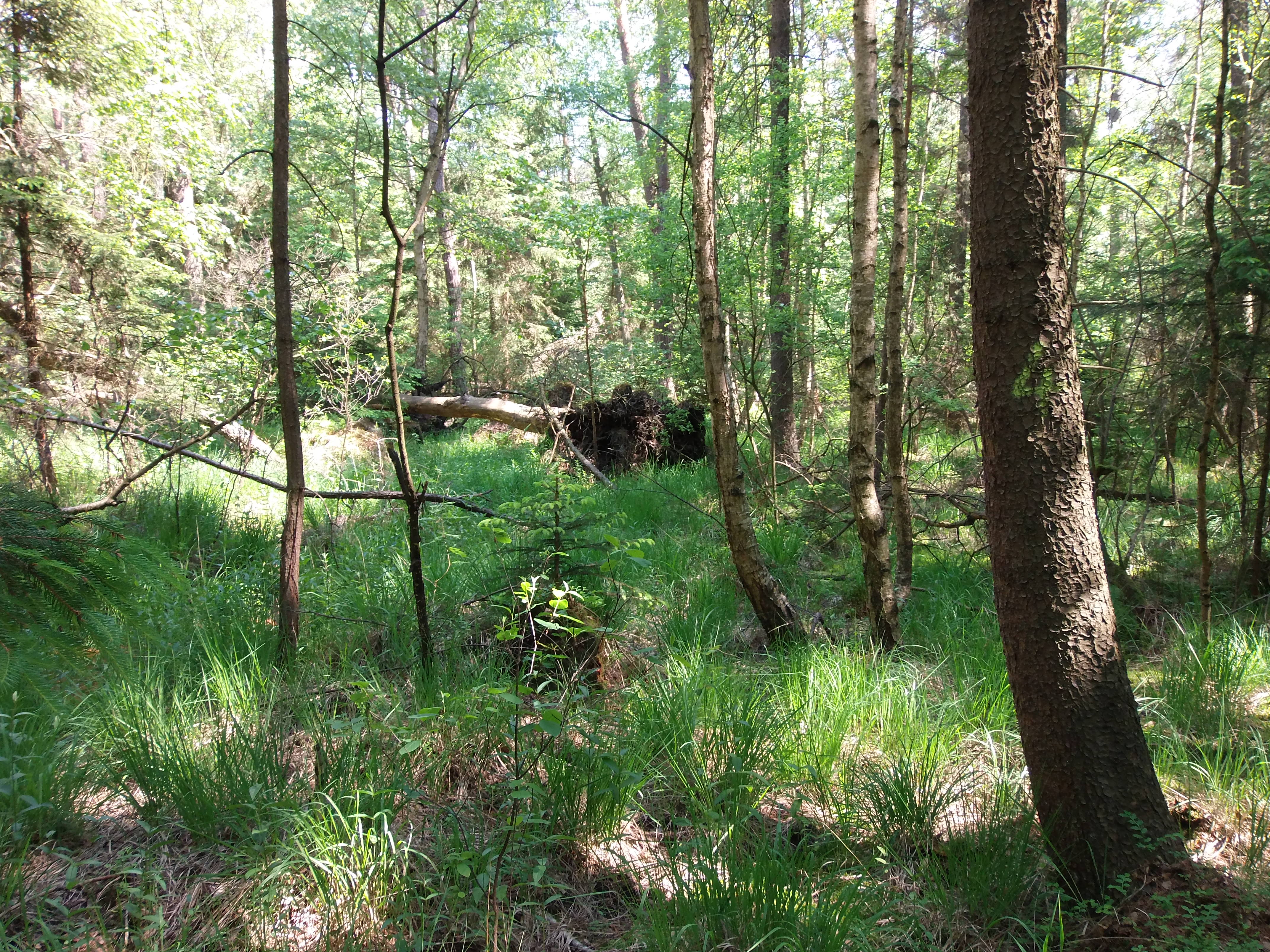
PR Kamenný rybník
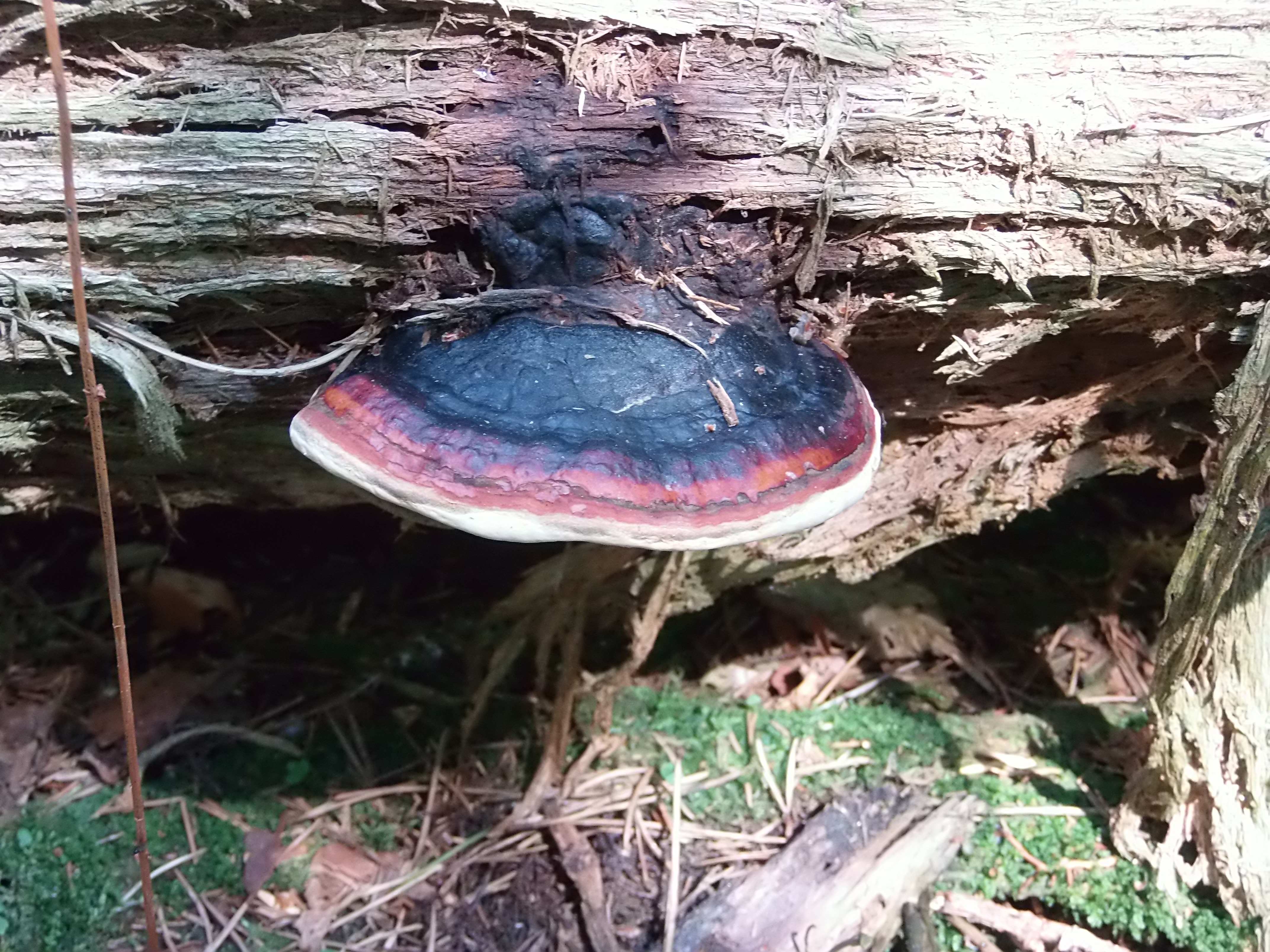
PR Kamenný rybník – troudnatec pásovaný